# Erich Hösel

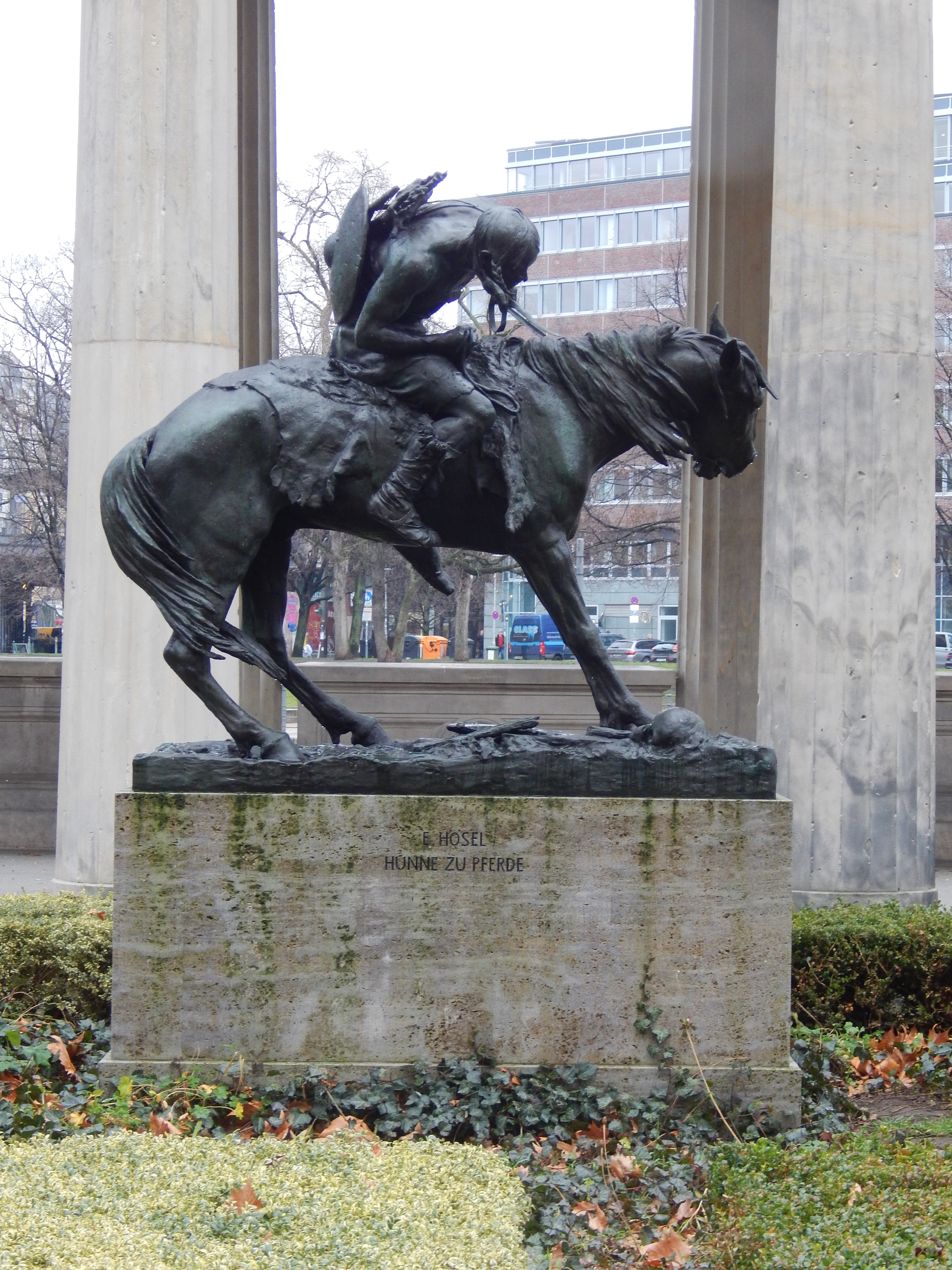
Hunne zu Pferde, 1895, Berlin

Erich Hösel (* 5. April 1869 in Annaberg im Erzgebirge; † 29. Dezember 1953 in Meißen; vollständiger Name: Oskar Erich Hösel) war ein deutscher Bildhauer und Modelleur.

## Leben
Erich Hösel begann 1886 ein Studium an der Kunstakademie Dresden. Ab 1889 studierte er bei Johannes Schilling und von 1892 bis 1895 im Atelier von Robert Diez. Von Oktober 1899 bis August 1903 war Hösel als Lehrer an der Kunstakademie Kassel tätig. Er wurde 1904 zum Professor ernannt.
Von 1903 bis zu seinem Ruhestand im Jahr 1929 arbeitete Erich Hösel bei der Porzellanmanufaktur Meißen, 1912 wurde er Leiter der Gestaltungsabteilung. Allein in den Jahren von 1904 bis 1918 schuf er einhundert Modelle mit Tier-, Kinder- und Indianerfiguren, Porträt- und Genrefiguren.
Erich Hösel unternahm Studienreisen 1898/1899 nach Griechenland, Konstantinopel und Kleinasien, später nach Belgien, Frankreich, Dänemark, Schweden und Großbritannien sowie 1904 nach Nordamerika. Hösel war Mitglied der Dresdner Künstlergruppe 1913 und des Wirtschaftlichen Verbandes Bildender Künstler in Dresden.

## Auszeichnungen (Auswahl)
- 1891: kleine Silbermedaille der Dresdner Kunstakademie für die Gruppe „In der Wüste“